# Филателистическая литература

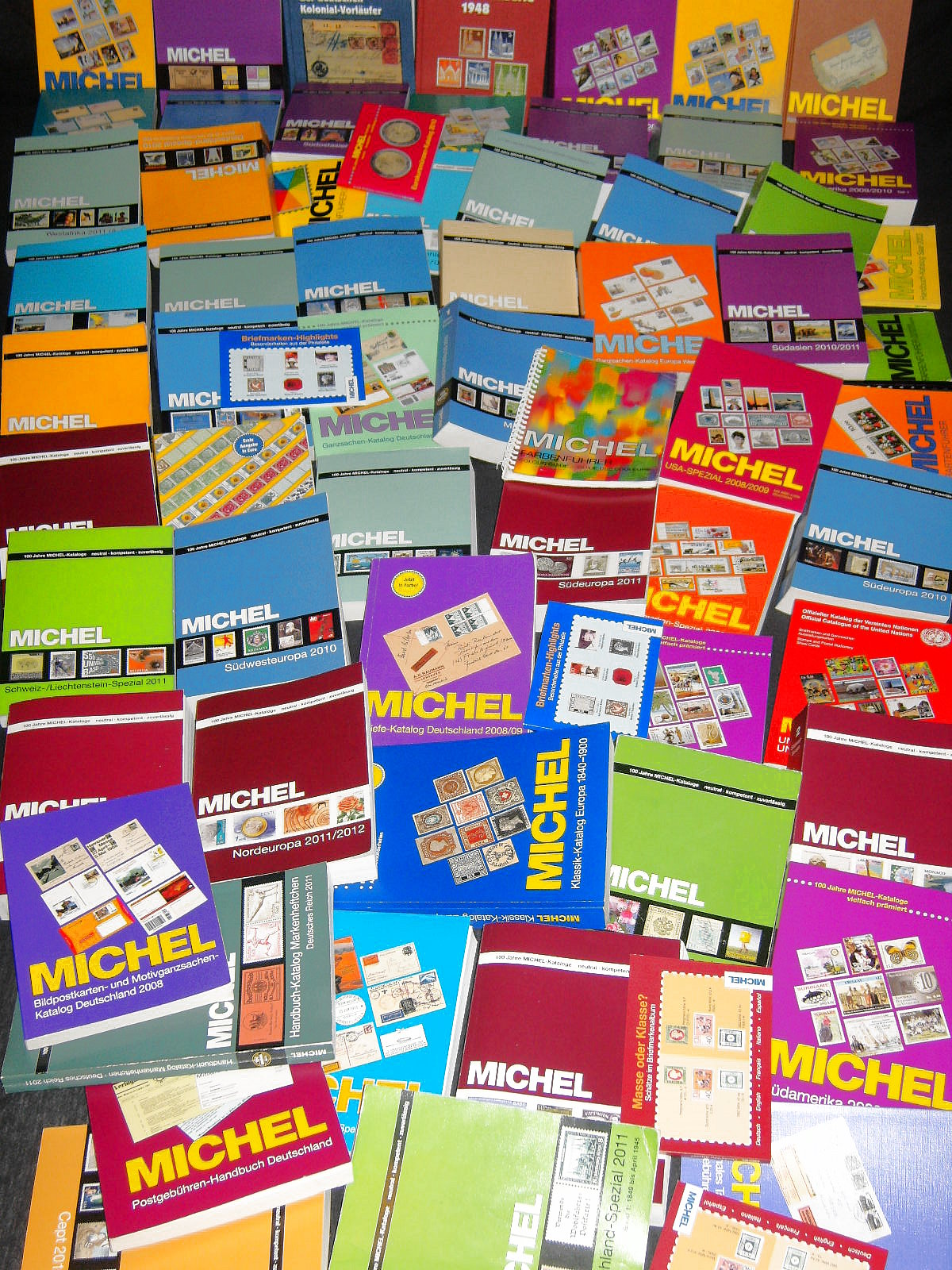
Подборка каталогов почтовых марок «Михель» (Германия)

Филателистическая литература — опубликованные печатные материалы, относящиеся к филателии и содержащие главным образом информацию о почтовых марках, истории почты и других аспектах филателистического коллекционирования.

## История
Издание филателистической литературы началось в 1860-х годах и стало важным фактором, стимулировавшим систематическое коллекционирование. Среди ранних филателистических изданий можно выделить:
- каталоги почтовых марок всех стран мира, появившиеся
  - в Европе, в том числе
    - А. Потике, 1861, Франция;
    - Ж.-Б. Моэнса, 1862, Бельгия;
    - С. Гиббонса, 1879, Англия;

  - в США (Скотт, 1867);
- ряд филателистических журналов, включая
  - «The Stamp-Collector's Review and Monthly Advertiser[англ.]», 1861, Ливерпуль;
  - нем. «Magazin für Briefmarken-Sammler», 1863, Лейпциг;
  - «Le Timbre-Poste», 1863, Брюссель, и др.;
- ряд специальных альбомов для размещения филателистических коллекций.

В России первый «Карманный альбом марок» был издан в 1866 году, первый филателистический журнал «Марки» — в 1896 году, а «Первый русский описательный и иллюстрированный каталог почтовых марок с 200 рисунками» появился в 1901 году.

## Основные виды филателистической литературы
Филателистическая литература обычно подразделяется на следующие категории:
- Каталоги почтовых марок.
  - Каталоги почтовых марок одной страны.
  - Каталоги почтовых марок мира.
  - Каталоги почтовых марок географического региона (например, Африки).
  - Каталоги почтовых марок определённого периода времени (например, правления короля Георга V).
  - Специализированные каталоги (например, почтовых штемпелей, перфинов и т. п.).
- Периодические издания.
  - Журналы.
  - Бюллетени обществ филателистов.
- Книги.
- Библиографии филателистической литературы.
- Аукционные каталоги.
- Вспомогательные материалы — материалы нефилателистического характера, полезные для коллекционеров почтовых марок; к примеру, курсы обмена валют, карты, газеты и т. п.

## Каталоги почтовых марок
По-видимому, базовым видом филателистической литературы является каталог почтовых марок. В общем случае он представляет собой перечень видов почтовых марок с указанием их рыночной стоимости.
Самый первый каталог почтовых марок был издан во Франции Оскаром Берже-Левро 17 сентября 1861 года, а первый иллюстрированный каталог — Альфредом Потике в декабре 1861 года (на основе более раннего труда — оригинального списка Берже-Левро).
Первые каталоги в Великобритании были изданы в 1862 году Фредериком Бути, Маунтом Брауном и Джоном Эдвардом Греем. Первым каталогом в США стало издание англ. «The Stamp Collector’s Manual» («Руководство для коллекционера почтовых марок»), составленное А. Клайном (A. C. Kline — псевдоним Джона Уильяма Клайна, John William Kline) и также увидевшее свет в 1862 году.
В некоторых каталогах, подобных «Михелю» и различным каталогам почтовых марок одной страны, помимо базовых описаний каждого вида почтовой марки, предлагается много других сопутствующих сведений.

## Филателистические журналы и бюллетени

Подборка некоторых номеров журнала «Филателия СССР» («Филателия»), выходивших в разные годы

В мире публикуется огромное число филателистических журналов. Первым журналом о почтовых марках стал «Мансли Интеллидженсер» («Monthly Intelligencer») из Бирмингема (Англия), вскоре после появления которого начало выпускаться множество других журналов. Журналы и бюллетени филателистических клубов и обществ также играют важную роль в филателистической литературе. Выпуск многих журналов прекращается после выхода нескольких номеров, тем не менее зачастую они содержат сведения, которые больше нигде не найти, и поэтому служат ценным источником информации для филателистов.
Некоторые популярные филателистические периодические издания:
- «Филателия СССР» («Филателия») — отечественная и мировая тематики.
- «The American Philatelist» (США) — мировая тематика с первоочередным вниманием к вопросам филателии в США.
- «Canadian Stamp News» (Канада) — мировая тематика с первоочередным освещением филателии Канады.
- «Deutsche Briefmarken-Zeitung[нем.]» (Германия).
- «Gibbons Stamp Monthly» (Великобритания) — мировая тематика с первостепенным вниманием к филателии Великобритании и Британского содружества.
- «Linn’s Stamp News» (США) — мировая тематика с преобладанием новостей филателии США.

## Филателистические книги

### Книги по филателистической географии отдельных стран
Распространённым типом филателистических книг является полное описание почтовых марок и истории почты («Postage Stamps and Postal History») отдельно взятой страны. В таких книгах приводятся не только основные данные, номиналы и рыночная стоимость, как в каталогах, но и объясняется, почему были выпущены конкретные почтовые марки, где и как они были в почтовом обращении, а также в общем описывается работа почтовой службы этой страны в различные периоды времени. В целом подобные книги освещают обширную тему филателистической географии.

### Специализированные исследования
Специализированные книги на основе тех или иных филателистических исследований примечательны как глубиной описания, так и довольно значительным числом (но не тиражом) опубликованных трудов. Специалисты пишут монографии, обобщающие всё, что известно о конкретном виде почтовой марки: историю создания её рисунка, процесс печати, когда и где эта марка была в открытой продаже, все случаи её использования на почтовых отправлениях. Если марки считаются раритетами (как, например, «Перевёрнутая Дженни» или «Гавайские миссионеры»), то в книге может приводиться фактический перечень с описанием каждого известного экземпляра марки. Ввиду малочисленности целевой аудитории тиражи таких печатных изданий также невелики. Классические непереиздававшиеся произведения могут пользоваться большим спросом, иногда даже более высоким, чем описанные в них почтовые марки.
Среди других типов специализированных изданий — всеобъемлющие исследования почтового обращения на ограниченных территориях и в ограниченные периоды времени: например, почта на территории Монтаны до образования там штата Монтана, почта миссионеров в Уганде до того, как та стала британской колонией, и т. п.

## Филателистическая библиография
Филателистическая литература выпускается в таких количествах, что возникла необходимость в издании специального библиографического журнала под названием «Филателик литрачэ ревю» («Philatelic Literature Review» — «Обзор филателистической литературы»), который печатается ежеквартально на английском языке Американской библиотекой филателистических исследований.
В мире также есть ряд библиотек, посвящённых исключительно филателистической литературе.